# Pedicularis gyroflexa
Espèce
Classification APG III (2009)
Pedicularis gyroflexa, la Pédiculaire arquée, Pédiculaire recourbée ou Pédiculaire fasciculée, est une espèce de plantes herbacées appartenant à la famille des Scrophulariaceae selon la classification classique de Cronquist (1981) ou à la famille des Orobanchaceae selon la classification phylogénétique. On la rencontre dans les Alpes occidentales et dans les Pyrénées (une station).

## Description
Plante haute de 15 à 30 cm ; feuilles de la base pubescentes, grandes, en forme de fer de lance et très divisées ; fleurs roses groupées en haut de la tige ; pétales soudés en tube à la base formant 2 lèvres, la supérieure en forme de bec conique.

## Habitat
Pelouses arides, calcaires, de 1 300 à 2 700 m dans le Mercantour.